# 太平洋製糖
太平洋製糖株式会社（たいへいようせいとう）は、日本の製糖会社。塩水港精糖、東洋精糖、フジ日本精糖の3社の出資による精製糖受託会社である。

## 概要
1983年10月に当時、大洋漁業（現マルハニチロ）の傘下であった塩水港精糖、丸紅系列の東洋精糖が塩水港精糖の横浜工場を使用して砂糖の共同生産を行うために設立された。設立時の資本金は1億円、塩水港精糖、東洋精糖、大洋漁業、丸紅が25%ずつ出資した。東洋精糖はこの共同生産に伴い、東京都江東区にあった小名木川工場を閉鎖・売却している。
2001年10月にフジ日本精糖が資本参加。共同生産に加わった。
砂糖の資料や生産過程を見学できる「横浜・さとうのふるさと館」を開設していたが現在は閉鎖している。